# Sde Nehemia
Sde Nehemia (in ebraico שְׂדֵה נְחֶמְיָה, letteralmente Campo di Nehemia) è un kibbutz situato nella parte nord di Israele, cade sotto la giurisdizione dello Upper Galilee Regional Council. Nel 2015 conta una popolazione di 1 097 abitanti

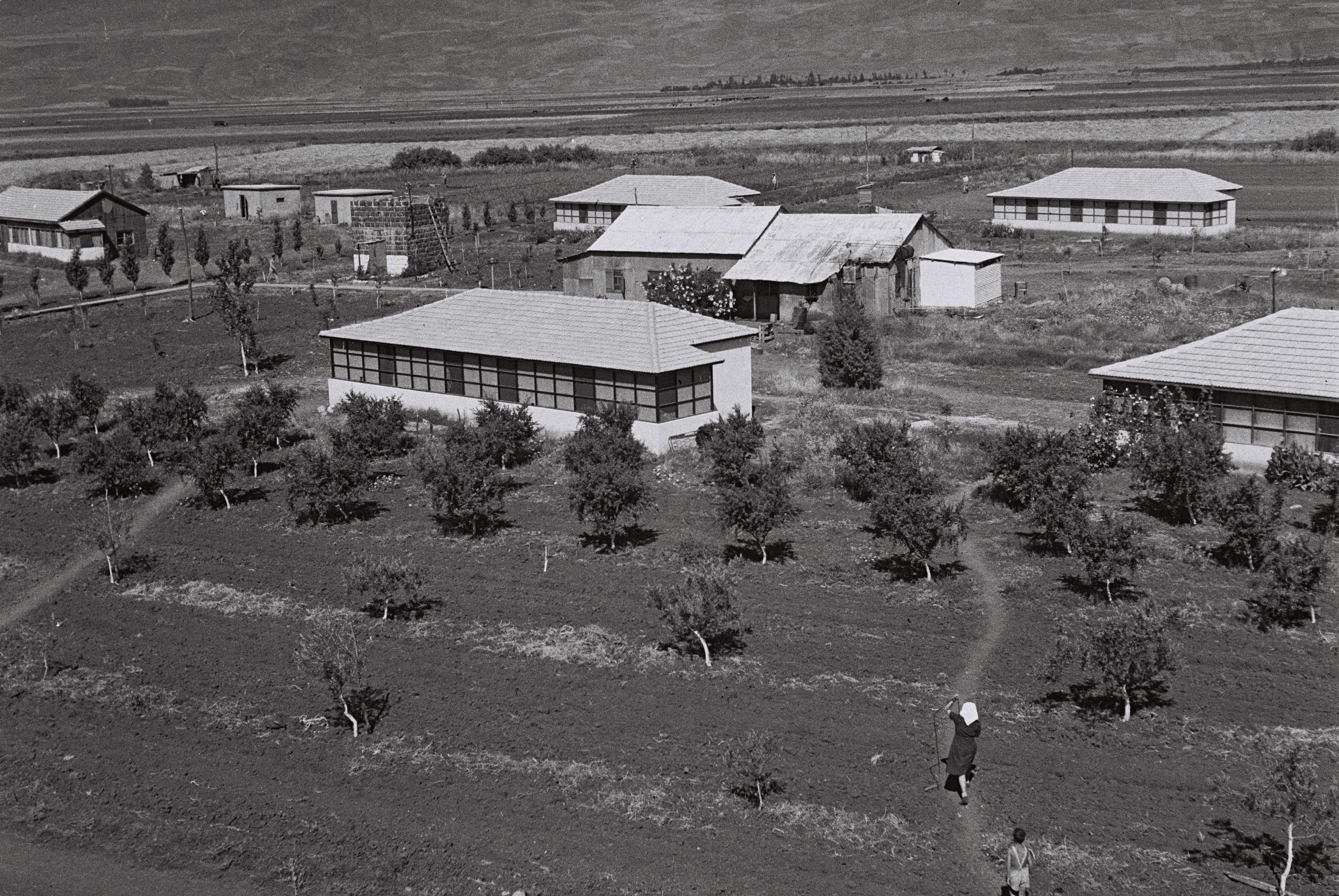
Il kibbutz nel 1946

## Storia
È stato fondato il 19 dicembre 1940 da immigrati austriaci, olandesi e cecoslovacchi su un terreno dal villaggio arabo di al-Dawwara. Principalmente era conosciuto come Kvutzat Huliot, ma in seguito ribattezzato Nehemia da un banchiere ed attivista sionista olandese che ha servito come capo del Fondo Nazionale Ebraico ( Jewish National Fund).
Nei primi giorni del Kibbutz, i pionieri vivevano in tende in mezzo alla palude infestata dalla malaria. Uno di loro, un medico di nome Yehuda Abas, doveva consegnare gratuitamente delle pillole alla popolazione araba locale per curare la malaria ma scoprirono che venivano tagliate e vendute per ingenti somme di denaro agli arabi siriani e libanesi. L’unica soluzione fu quindi somministrare il farmaco tramite iniezioni.
Stipendi differenziali sono stati attuati nel 2003 ponendo fine alla tradizione del Kibbutz dell'eguaglianza economica.

## Economia
Situato nella fertile valle di Hula tra le alture del Golan ed il Libano, l'agricoltura è una fonte significativa di reddito. Il kibbutz possiede anche una fabbrica di materie plastiche, leader nella produzione di sistemi di tubazioni e prodotti in plastica. È inoltre specializzata in prodotti di flusso per l'approvvigionamento idrico, di drenaggio delle acque reflue e il riciclaggio delle acque grigie, vendute nei mercati locali e globali. La fabbrica è stata fondata nel 1947.